# 駒木なおみ
駒木 なおみ（こまき なおみ、1967年8月17日 - ）は、日本の元グラビアアイドル、女優。

## 来歴
福島県いわき市湯本出身。実家は置屋。中学時代は東京の劇団に通っていた。
県立内郷高校（現：福島県立いわき総合高等学校）卒業後、デザイナー系専門学校：バンタンデザイン研究所へ進学する予定もキャンセル。美術系専門学校に独力で進学。普通の仕事をしていた（雑誌インタビューより）。高校時代は遅刻が多かった（同級生の証言）。親戚の経営する麻雀荘で働いている時に、1日10万円と言われて『週刊プレイボーイ』でヌード披露（「こまきね尚美」名）。これをきっかけに端役で映画デビュー。4年間は下積みで、足元を見られることもあったが肉体関係は拒否していたという。この『プレイボーイ』の切り抜きをイエローキャブの野田社長が保管しており、面接時に「これはおまえか」言われたとのこと。イエローキャブでの芸名は、駒木なおみ（1993年1月1日から引退まで）。
柔和な表情と豊満な胸を持ち、過激なコスチュームやヌードグラビアを披露していた。テレビドラマや茨城県の観光コマーシャルにも出演していた。本人は男性が自分を見る際に顔から胸に視線が行くのが嫌だったとインタビューで語っている（『BEPPIN』36号）。
その後、結婚を機に引退して二児（一男一女）の母となる。東京都港区白金に住んでいたが、2005年に夫を亡くし、2006年1月に東京都世田谷区下北沢でカフェバーPOOL'Zをオープンさせる。その後、店はリニューアルされランチカフェバーPOOL'Zキッチンとなっていたが、2009年再度のリニューアルで六本木の「チャコールバール TUNNEL」系列店で、炭火焼きビストロ料理とワインが楽しめる店「チャコール グリル TUNNEL」となっていたが、2009年11月に店を「なべじん」に譲渡した（現在はさらに店は代わった）。また、運命学の令翠学鑑定士の免許を取得し、ちひろ（土肥令翠）という名で占いを行っていた。
2017年から2018年にかけて、元グラビア女優「コマッキー」として、インターネットラジオ『C Wave』に出演。カラー診断、グラビアアイドルであったこと、お酒好きであることなどを語っていた。
なお、2004年一時期であるが、銀座にあった「和道アーティスト学院」の取締役を務めていた。ワイン1、2本では全く酔わないほどの酒豪で朝まで飲んでも大丈夫という。

## 人物
- ファーストキスは中学生で、初体験は17歳の時だったという（いずれもテレビインタビュー）
- 特技はデザイン画、絵画。
- 免許は中型2輪、普通自動車、元令翠学鑑定士。
- 趣味は海外旅行、ゴルフ。

## 出演

### グラビア
- フラッシュ 298号ほか多数

### テレビドラマ
- まさか、私が（東海テレビ、1991年）
- 俺たちルーキーコップ（TBS、1992年）
- 土曜ワイド劇場(テレビ朝日)
  - 「刑事神崎省吾事件簿 椿の入れ墨をした女」1992年
  - 「女刑事・柏木冴子 金沢・越前海岸連続誘拐殺人事件」1993年
  - 「美人OL殺し」1994年
- 腕におぼえありI 第5話（NHK総合） - ゲスト出演（田村亮ふんする老中の愛人の人妻役）1992年
- さすらい刑事旅情編IV 第19話「瀬戸大橋・断崖に立つ女・消された記憶」-波多野久美役　1992年2月26日
- 魔性のOL 苦いキスの味（1991年、テレビ東京） - ゲスト出演 ラブホテルで殺害される役
- 大岡越前 第13部 第13話「母は凶賊さみだれお仙」（1993年2月8日、TBS / C.A.L） - おゆき

以上、駒木根尚美名
- わたしってブスだったの?(TBS、1993年)
- 新幹線物語'93夏(TBS、1993年) - 第1話「女性パーサー定発！」ゲスト出演
- 女子大生ホステス名探偵 華やかな密室殺人 愛した人はもういない 売れっ子NO1ホステス役ゲスト出演
- おっと（夫）!あぶない外伝（読売テレビ、1993年）
- トゥナイト(テレビ朝日)
- OLクラブ 細川ふみえテレビ司会代役（テレビ朝日）
- 温泉リポーター
- 福ぶくろ（テレビ朝日）笑福亭笑瓶に初キスや初体験のインタビュー、上に乗られたり、シャワーされたりされた。
- 温泉でのいたずら大作戦でジミー大西と共演（テレビ東京）

### 映画
- パンツの穴 ムケそでムケないイチゴたち - 女優役
- ネオ極道伝 KIZA - ストリッパー役

駒木根尚美名義
- 激走トラッカー伝説（松竹） - 主人公に好意を寄せるヤクザの娘役

### コマーシャル
- 1994年春茨城県観光コマーシャル

## 作品

### CD/DVD
- 駒木なおみCD BOOK（1994年、コンパス） - 目覚まし、留守電ボイスや自己紹介を含むCDとミニ写真集のセット。
- 駒木なおみ CDゲーム(for Mac) - 画像編集ゲーム。
- アイドル黄金伝説 橘ありん(DVD) （2003年、ブロードウェイ）- 上記VIDEOスコラの再編集。

### 写真集
- エスポワール （音楽専科社、1993年）撮影：山岸伸
- LISSOME （コンパス、1993年）撮影：山岸伸
- GODDES （光文社、1993年）撮影：山岸伸
- VENUS （1994年1月25日 桜桃書房）撮影：山岸伸

橘ありん名義
- けだるい抱擁　1990年　ワニブックス　撮影・谷口征

### LD/VHS
- SEXYタイフーン ～胸・わたしのすべてです～　1993年、オー・ケイ出版社
- BEPPIN 36号

橘ありん名義
- VIDEOスコラ nu!(VHS)
- スコラ8ミリビデオマガジン第4号